# Reichsministerium für Ernährung und Landwirtschaft

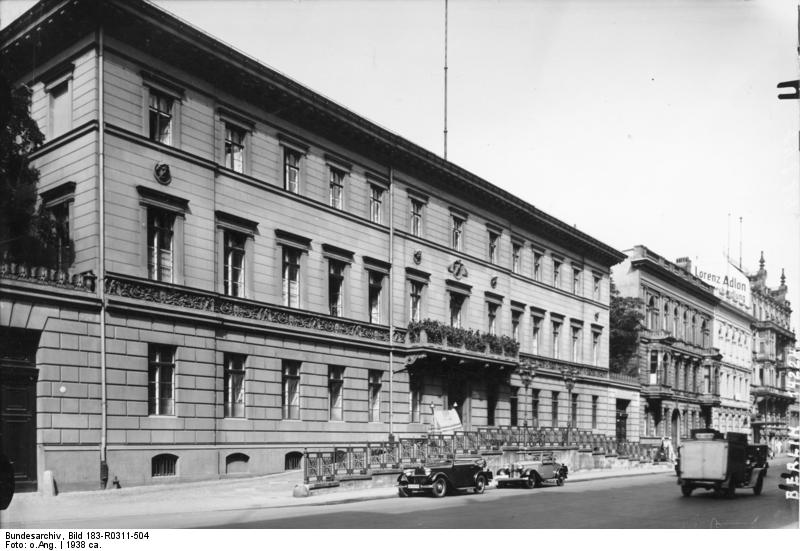
Das Gebäude des auch als „Ernährungsministerium“ bzw. „Landwirtschaftsministerium“ bezeichneten Reichsministeriums für Ernährung und Landwirtschaft in der Wilhelmstraße 72 während der Zeit des Nationalsozialismus. Nach Kriegszerstörung des Innern wurde das 1956 zum Wiederaufbau vorgesehene Palais 1960/62 vom Ost-Berliner Magistrat gesprengt.

Das Reichsministerium für Ernährung und Landwirtschaft (RMEL) war während der Zeit der Weimarer Republik von 1919 bis 1933 und während der Zeit des Nationalsozialismus von 1933 bis 1945 eine oberste Reichsbehörde. Dem Ministerium oblagen die landwirtschaftspolitischen Angelegenheiten des Deutschen Reiches. Es wurde von einem Reichsminister geleitet, dem wiederum ein Staatssekretär unterstand. Am 1. Januar 1935 wurde das Ministerium mit dem 1879 gegründeten Preußischen Ministerium für Landwirtschaft, Domänen und Forsten („Preußisches Landwirtschaftsministerium“) zusammengelegt und erhielt bis 1938 die Bezeichnung „Reichs- und preußisches Ministerium für Ernährung und Landwirtschaft“. Nach dem Ende des Nationalsozialismus 1945 und der Besatzungszeit wurde 1949 für die in den Westzonen gegründete Bundesrepublik Deutschland das Bundesministerium für Ernährung, Landwirtschaft und Forsten als Nachfolger eingerichtet.

## Geschichte

Bescheinigung des Reichsministeriums für Ernährung und Landwirtschaft über die Kriegswichtigkeit der Opekta (1943)

Im März 1919 entstand aus dem Reichsernährungsamt zunächst das „Reichsministerium für Ernährung“. Dieses wurde im September 1919 mit dem Reichswirtschaftsministerium vereinigt und während des Kapp-Putsches im März 1920 unter der Bezeichnung „Reichsministerium für Ernährung und Landwirtschaft“ neugegründet. Noch im selben Jahr bezog das Ministerium das Palais der Prinzen Alexander und Georg an der Wilhelmstraße 72 in Berlin. Ab 1924 befanden sich in dem Gebäude vier großformatige Gemälde von August Weber als Leihgabe, die seit 1945 als verschollen gelten.
Nach der Machtübernahme der Nationalsozialisten am 30. Januar 1933 stand das Ministerium zunächst unter der Leitung von Alfred Hugenberg. Nach seinem erzwungenen Rücktritt im Juni 1933 wurden Kurt Schmitt (Reichswirtschaftsminister) und Walther Darré (Reichsminister für Ernährung und Landwirtschaft) seine Nachfolger. Letzterer übernahm am 30. Juni 1933 als „Reichsbauernführer“ die Leitung des Reichsministerium für Ernährung und Landwirtschaft, wobei ihm in dieser Funktion ebenso der zur Gleichschaltung der Landwirtschaft geschaffene Reichsnährstand unterstand. In Personalunion leitete Darré gleichsam das zum Behördenapparat der Partei gehörende Amt für Agrarpolitik (ab 1936 „Reichsamt für Agrarpolitik“; ab 1942 „Reichsamt für das Landvolk“), dem die Führung und die Betreuung des Reichsnährstandes oblag. Das RMEL übernahm gleichsam die Staatsaufsicht über die Organisation des Reichsnährstandes. In der Folge wurden nach und nach einzelne Aufgabengebiete an andere NS-Behörden übertragen. So entstand 1934 durch Ausgründung aus dem Reichsministerium für Ernährung und Landwirtschaft das unter die Führung von Hermann Göring gestellte Reichsforstamt als oberste Reichsbehörde für Forst- und Jagdwesen, Holzwirtschaft, Naturschutz und Naturdenkmalpflege. Das Reichsforstamt wurde wiederum am 1. Januar 1935 mit dem preußischen Landesforstamt vereinigt.  Görings Stellvertreter und faktischer Leiter des Reichsforstamtes wurde Generalforstmeister Walter von Keudell, ab 1937 Friedrich Alpers. Ferner wurden in den Jahren 1934 und 1935 das landwirtschaftliche Berufs- und Fachschulwesen in das Reichsministerium für Wissenschaft, Erziehung und Volksbildung und die Veterinärmedizin in das Reichsministerium des Innern ausgegliedert. Am 22. September 1938 folgte zudem per Erlass des Reichsministers eine Zusammenfassung aller Forschungsinstitute aus dem Fischereibereich durch die Gründung der Reichsanstalt für Fischerei.

## Liste der Reichsminister
| Name                      | Amtsantritt       | Ende der Amtszeit | Partei      | Kabinett                                 |
| ------------------------- | ----------------- | ----------------- | ----------- | ---------------------------------------- |
| Robert Schmidt            | 13. Februar 1919  | 26. März 1920     | SPD         | Scheidemann, Bauer                       |
| Andreas Hermes            | 27. März 1920     | 10. März 1922     | Zentrum     | Müller I, Fehrenbach, Wirth I, Wirth II  |
| Anton Fehr                | 31. März 1922     | 21. November 1922 | BBB         | Wirth II                                 |
| Karl Müller               | 22. November 1922 | 25. November 1922 | Zentrum     | Cuno                                     |
| Hans Luther               | 1. Dezember 1922  | 4. Oktober 1923   | Parteilos   | Cuno, Stresemann I                       |
| Gerhard Graf von Kanitz   | 6. Oktober 1923   | 5. Dezember 1925  | Parteilos   | Stresemann II, Marx I, Marx II, Luther I |
| Heinrich Haslinde         | 20. Januar 1926   | 17. Dezember 1926 | Zentrum     | Luther II, Marx III                      |
| Martin Schiele            | 28. Januar 1927   | 12. Juni 1928     | DNVP        | Marx IV                                  |
| Hermann Dietrich          | 28. Juni 1928     | 27. März 1930     | DDP         | Müller II                                |
| Martin Schiele            | 30. März 1930     | 30. Mai 1932      | DNVP/CNBL 1 | Brüning I, Brüning II                    |
| Magnus Freiherr von Braun | 1. Juni 1932      | 28. Januar 1933   | DNVP        | Papen, Schleicher                        |
| Alfred Hugenberg          | 30. Januar 1933   | 29. Juni 1933     | DNVP        | Hitler                                   |
| Richard Walther Darré     | 30. Juni 1933     | 23. Mai 1942      | NSDAP       | Hitler                                   |
| Herbert Backe             | 23. Mai 1942 2    | 23. Mai 1945      | NSDAP       | Hitler, Goebbels, Schwerin von Krosigk   |

## Liste der Staatssekretäre
| Name                 | Amtsantritt | Ende der Amtszeit | Partei    |
| -------------------- | ----------- | ----------------- | --------- |
| Ludwig Huber 1       | 1920        | 1922              | Parteilos |
| Carl Heinrici        | 1922        | 1923              | Parteilos |
| Fred Hagedorn        | 1923        | 1926              | Parteilos |
| Erich Hoffmann       | 1926        | 1929              | Parteilos |
| Hermann Heukamp      | 1929        | 1932              | Parteilos |
| Fritz Mussehl        | 1932        | 1933              | Parteilos |
| Hansjoachim von Rohr | 1933        | 1933              | DNVP      |
| Herbert Backe        | 1933        | 1944              | NSDAP     |
| Werner Willikens     | 1934        | 1945              | NSDAP     |
| Hans-Joachim Riecke  | 1943        | 1945              | NSDAP     |